# Rhoda Rennie
Rhoda Rennie (Benoni, Sudáfrica, 2 de mayo de 1905-11 de marzo de 1963) fue una nadadora sudafricana especializada en pruebas de estilo libre, donde consiguió ser medallista de bronce olímpica en 1928 en los 4 x 100 metros.

## Carrera deportiva
En los Juegos Olímpicos de Ámsterdam 1928 ganó la medalla de bronce en los relevos de 4 x 100 metros estilo libre, con un tiempo 5:13.4 segundos), tras Estados Unidos (oro) y Reino Unido (plata); sus compañeras de equipo fueron las nadadoras: Mary Bedford, Freddie van der Goes y Kathleen Russell.